# Эпоха двенадцати шыкуанов
Восстание 12 шыкуанов (вьет. Loạn thập nhị Sứ Quân, тьы-ном 亂十二使君, Лоан тхап ни шы куан) — гражданская война, продолжавшаяся с 966 по 968 год после смерти короля Нго Куиена, главы Династии Нго.

## История
Согласно летописи Дай вьет шы лыок (вьет. Đại Việt sử lược), Нго Куиен (вьет. Ngô Quyền) стал королём Дайвьета после победы над китайской династией Хань в 939 году. Он провозгласил независимость страны от Китая. После смерти Нго Куиена в 944, его шурин Зыонг Там Кха (вьет. Dương Tam Kha) нарушил завещание Куиена, который просил Там Кха править при его малолетнем сыне Нго Сыонг Нгапе (вьет. Ngô Xương Ngập). Там Кха узурпировал трон и провозгласил себя королём. Сыонг Нгап бежал, а его младший брат Нго Сыонг Ван (вьет. Ngô Xương Văn) был усыновлён Там Кха.
Так как Там Кха не был легитимным правителем, многие удельные князья восстали в борьбе за власть. Там Кха отправил войско во главе с Сыонг Ваном усмирять восстание, но тот вместо этого развернул войско и сместил Там Кха в 950 году. Однако он не убил приёмного отца, а лишь сослал того, назначив властителем отдалённой провинции. Мыонг Ван был коронован под именем Нам Тан Выонг (вьет. Nam Tấn Vương), а после вступления на трон он послал гонцов искать старшего брата. Сыонг Нгап вернулся ко двору и был коронован как Тхьен Шать Выонг (вьет. Thiên Sách Vương), вместе с братом они властвовали на протяжении года, а затем Сыонг Нгап умер от болезни.
Хотя наследники династии вернулись на трон, бунты продолжались. Нго Сыонг Ван был убит, усмиряя Бохайкхау (вьет. Bố Hải Khẩu, ныне Тхайбинь). Принц Нго Сыонг Си (вьет. Ngô Xưong Xí), сын Сыонг Вана, унаследовал трон, но не смог его удержать. Он бежал в Бинькьеу и стал им править. Так как династия Нго прекратила существование, страна разделилась на 12 враждующих регионов, каждый из которых пытался получить контроль над всей территорией.
Динь Бо Линь (вьет. Đinh Bộ Lĩnh), приёмный сын князя Чан Лама (вьет. Trần Lãm), который управлял Бохайкхау, сумел победить остальных 11 князей и взошёл на трон, провозгласив себя императором Динь Тьен Хоанг Де (вьет. Đinh Tiên Hòang Đế) и основав династию Динь. Он переименовал страну в Дайковьет и переместил столицу в Хоалы (современный Ниньбинь).

## Динь Бо Линь
Начав как независимый правитель, Динь Бо Линь позже присоединился к Чан Ламу, став его генералом. Считая Бо Линя более талантливым, Чан Лам ушёл на пенсию, передав ему власть. Бо Линь захватил город Хоалы, который позже стал столицей.
Фам Бать Хо присоединился к Бо Линю, Нго Сыонг Си и Нго Нят Кань сдались, армии Нгуен Кхоана и Ли Кхюэ рассеялись. Остальные шыкуаны были убиты войсками Бо Линя, который после окончательной победы стал известен как Ван Тханг Выонг (вьет. Vạn Thắng Vương, тьы-ном 万胜王, король десяти тысяч битв).

## 12 шыкуанов
| Личное имя                                             | Тронное имя      | Владения                                    | Пост при Нго |
| ------------------------------------------------------ | ---------------- | ------------------------------------------- | ------------ |
| Нго Сыонг Си (вьет. Ngô Xương Xí, тьы-ном 吳昌熾)      | —                | Бинькьеу (вьет. Bình Kiều, Хынгйен).        | знать        |
| До Кань Тхак (вьет. Đỗ Cảnh Thạc, тьы-ном 杜景碩)      | Duke Đỗ Cảnh     | Додонгзянг (вьет. Đỗ Động Giang, Ханой)     | чиновник     |
| Чан Лам (вьет. Trần Lãm, тьы-ном 陳覽)                 | Duke Trần Minh   | Бохайкхау (вьет. Bố Hải Khấu, Тхайбинь)     |              |
| Кьеу Конг Хан (вьет. Kiều Công Hãn, тьы-ном 矯公罕)    | Kiều Tam Chế     | Фонгчау (вьет. Phong Châu, Футхо)           | чиновник     |
| Нгуен Кхоан (вьет. Nguyễn Khoan, тьы-ном 阮寬)         | Nguyễn Thái Bình | Тамдай (вьет. Tam Đái, Виньфук)             |              |
| Нго Нят Кхань (вьет. Ngô Nhật Khánh, тьы-ном 吳日慶)   | Duke Ngô Lãm     | Дыонглам (вьет. Đường Lâm, Ханой)           | знать        |
| Ли Кхюе (вьет. Lý Khuê, тьы-ном 李奎)                  | Lý Lãng          | Шьеулоай (вьет. Siêu Loại, Бакнинь)         |              |
| Нгуен Тху Тьеп (вьет. Nguyễn Thủ Tiệp, тьы-ном 阮守捷) | Duke Nguyễn Lệnh | Тьензу (вьет. Tiên Du, Бакнинь)             |              |
| Ла Дыонг (вьет. Lã Đường, тьы-ном 呂唐)                | Duke Lã Tá       | Тезянг (вьет. Tế Giang, Хынгйен)            |              |
| Нгуен Шьеу (вьет. Nguyễn Siêu, тьы-ном 阮超)           | Duke Nguyễn Hữu  | Тайфульет (вьет. Tây Phù Liệt, часть Ханоя) |              |
| Кьеу Тхуан (вьет. Kiều Thuận, тьы-ном 矯順)            | Duke Kiều Lệnh   | Хойхо (вьет. Hồi Hồ, южная часть Ханоя)     |              |
| Фам Бать Хо (вьет. Phạm Bạch Hổ, тьы-ном 範白虎)       | Phạm Phòng Át    | Дангтяу (вьет. Đằng Châu, Хынгйен)          | чиновник     |